# Брекинридж, Джон (политик)
Джон Брекинридж (англ. John Breckinridge; 2 декабря 1760 — 14 декабря 1806) — американский политик и адвокат, 5-й генеральный прокурор США.

## Биография

### Ранние годы и семья
Дед Джона, Александер Брекинридж иммигрировал в штаты из Ирландии в 1728 году. В 1740 году семья перебралась в Огасту в Виргинии. Джон был вторым из шести детей Роберта Брекинриджа (англ. Robert Breckenridge) и его второй супруги, Леттис Престон (англ. Lettice Preston). Его мать была дочерью Джона Престона из политической семьи Престонов Виргинии. У Роберта Брекинриджа было двое детей от предыдущего брака, и через одного из этих сводных братьев Джона Брекинриджа приходился дядей будущему конгрессмену Джеймсу Д. Брекинриджу. Его отец умер в 1773 году, оставив 12-летнему Джону 300 акров земли, одного раба и другого раба с половиной прав.
Брекинридж получил частное образование, подходящее для его класса, возможно, включая Академию Августы (ныне Университет Вашингтона и Ли), но все записи, содержащие эту информацию, были утеряны. После смерти отца младший Брекинридж помогал поддерживать семью, продавая виски, бренди и коноплю. Он научился геодезии у своего дяди, Уильяма Престона, и между 1774 и 1779 годами работал канцелярским работником в земельном управлении округа Ботетур в Финкасле. Престон искал возможности для своего племянника посещать частные школы вместе со своими сыновьями, но другие обязанности Брекинриджа мешали его посещаемости. Престон также назначил Брекинриджа заместителем инспектора округа Монтгомери, и он принял эту должность после сдачи необходимого экзамена 1 февраля 1780 года. Позже в том же году он присоединился к своему двоюродному брату, будущему сенатору от Кентукки Джону Брауну, в Колледже Уильяма и Мэри. Преподаватели, оказавшие на него наибольшее влияние, были преподобный Джеймс Мэдисон и Джордж Уит. Война за независимость вынудила Колледж закрыться в 1781 году, и в разное время во время конфликта британские, французские и американские войска использовали их в качестве казарм, контролируя окрестности. Нет точных данных об участии Джона в боевых действиях. Историк Харрисон предполагает, что если Брекинридж и служил, то это произошло в одной или двух коротких кампаниях ополченцев 1780 года в поддержку армии Натанаэля Грина на юго-западе Виргинии.

### Начало политической карьеры
Хотя он не добивался этой должности и не был достаточно взрослым, чтобы служить, избиратели округа Ботетур дважды избирали Брекинриджа, чтобы представлять их на полставки в качестве одного из представителей западного графства в Палате делегатов Виргинии в конце 1780 года. Некоторые утверждают, что, хотя и без документального подтверждения, коллеги-делегаты дважды отказывали Брекинриджу в его месте из-за его возраста, но его избиратели каждый раз переизбирали его, и он занимал место в третий раз.
Так как Британские солдаты контролировали Уильямсберг, Палата представителей собралась 7 мая 1781 года в Ричмонде, но не смогла достичь кворума. Из-за наступления 10 мая британского генерала Чарльза Корнуоллиса на этот город законодатели 24 мая перенесли заседание в Шарлоттсвилл. На следующее утро Джек Джуэтт въехал в город, предупредив законодателей о приближении 250 лёгких кавалеристов под командованием Банастра Тарлетона. Законодатели быстро перебрались в Стонтон. Через несколько дней они завершили там дела сессии. Брекинридж останавливался в доме своей матери между сессиями, а в ноябре 1781 года вернулся в законодательный орган Ричмонда. Большая часть сессии состояла из принятия резолюций благодарности людям, которые сделали этот город безопасным, победив Корнуоллиса в Йорктауне.
Финансовые трудности помешали Брекинриджу вернуться в колледж.
Он не добивался переизбрания в 1782 году; вместо этого он провёл год, зарабатывая деньги геодезией, и был переизбран в Палату делегатов в 1783 году, присоединившись к своим коллегам-законодателям в мае. Он также присоединился к Конституционному обществу Виргинии; среди товарищей по обществу были будущие президенты США Джеймс Мэдисон и Джеймс Монро. Палата представителей закрылась 28 июня 1783 года, и Брекинридж вернулся к Уильяму и Мэри, учась до конца года, за исключением законодательной сессии в ноябре и декабре. После окончания войны он призвал не налагать никаких экономических или политических санкций на бывших лоялистов. В отличие от своих более поздних политических взглядов, он желал более сильного центрального правительства, чем это предусмотрено Статьями Конфедерации; он утверждал, что национальное правительство не могло бы выжить, если бы оно не могло облагать налогом своих граждан, а этого права у него не было в соответствии со статьями.
Финансовые проблемы заставили Брекинриджа покинуть Уильяма и Мэри после весеннего семестра 1784 года. Из-за учебы в начале года у него не было времени вести кампанию за переизбрание в Палату делегатов, поэтому он попросил своего брата Джозефа и своего двоюродного брата Джона Престона провести кампанию от его имени. Первоначально его перспективы казались благоприятными, но его победил будущий конгрессмен от Виргинии Джордж Хэнкок. После поражения избиратели округа Монтгомери, где Брекинридж ранее работал инспектором, выбрали его, чтобы он представлял их в Палате представителей. Как законодатель Виргинии Брекинридж работал в престижных комитетах по предложениям и жалобам, судам, религии и расследованиям земельных управлений. Вдохновлённый своей законодательной службой, он провел лето между законодательными сессиями, обучаясь на юриста. Законодательная сессия была сосредоточена на внутренних вопросах, таких как, должна ли Виргиния установить налог в пользу религии в штате. Брекинридж не был связан ни с какой конфессией, и его труды указывают на то, что он был против такого налога. Вместо этого он и Джеймс Мэдисон добились одобрения законопроекта о свободе вероисповедания, впервые предложенного Томасом Джефферсоном более пяти лет назад. В 1785 году он основал юридическую фирму в Шарлоттсвилле; в 1793 году он также открыл офис в Лексингтоне. В то же время он основал Castleton Farm, одну из самых известных конюшен для скачек в истории США.

### Переезд в Кентукки
Сводные братья Брекинриджа, Эндрю и Роберт, переехали в Кентукки в 1781 году, а его брат Уильям последовал за ними в 1783 году. К 1785 году Эндрю и Роберт были попечителями Луисвилля. В их письмах описывалось изобилие земли Кентукки и богатый юридический бизнес, в отличие от переполненного бара и скудной невостребованной земли в Виргинии. В 1788 году Брекинридж был убежден, что Кентукки предлагает ему больше возможностей, и в следующем году он отправился на запад в поисках земли для строительства поместья. Хотя неточные сообщения о его смерти достигли Виргинии, он благополучно прибыл в Кентукки 15 апреля 1789 года и вернулся в Виргинию в июне. В следующем году он заплатил 360 фунтов стерлингов за 600 акров вдоль Норт-Элкхорн-Крик примерно в 10 км от современного Лексингтона, штат Кентукки. Земля, купленная у тестя его единственной сестры Бетси, примыкала к земле, принадлежавшей его сестре, и в 1792 году он купил соседние 1000 акров, в результате чего его общие владения в Кентукки достигли 1600 акров. После покупки он поручил Уильяму Расселу, своему другу, уже живущему в Кентукки, найти арендаторов для аренды и улучшения земли.
В феврале 1792 года он был избран членом Палаты представителей Соединенных Штатов, но отказался от этого мандата до начала сессии. В 1794 году он безуспешно боролся за место в Сенате США. С 1795 года до своей отставки в 1797 году он был генеральным прокурором штата Кентукки. Затем он стал членом Палаты представителей Кентукки, которая также избрала его представителем на два года. Он был с 1799 по 1801 год членом Учредительного собрания Кентукки.
Будучи кандидатом от Демократическо-республиканской партии, он был избран сенатором США. Таким образом, с 4 марта 1801 года по 7 августа 1805 года Брекинридж был представителем своего штата в Вашингтоне. Когда генеральный прокурор США Леви Линкольн ушел в отставку в декабре 1804 года, Джефферсон и министр финансов Альберт Галлатин начали искать ему замену. Джон Томсон Мейсон из Виргинии, первый выбор Галлатина, отклонил назначение. Тогда секретарь ВМС США Роберт Смит предложил свою кандидатуру, и Джефферсон согласился назначить его, с условием, что будет найдена подходящая замена Смиту в качестве секретаря ВМФ. Джефферсон назначил конгрессмена от Массачусетса Джейкоба Крауниншилда, чтобы заменить Смита, и оба назначения были подтверждены Сенатом 3 марта 1805 года. Однако Крауниншилд отказался от поста, и Смит был вынужден остаться секретарём ВМС. Затем Джефферсон предложил должность Брекинриджу, который был вторым вариантом Галлатина. Брекинридж ушел из Сената 7 августа 1805 года, чтобы принять назначение. Он был первым чиновником на уровне кабинета США с запада от Аллеганских гор, и его назначение усилило популярность Джефферсона на западе. Однако Лоуэлл Харрисон назвал данное назначение ошибкой Джефферсона, но не потому, что у Брекинриджа не было никакой квалификации, а потому, что Джефферсон не смог найти Джону адекватной замены в Сенате. Он отметил, что после ухода Брекинриджа из палаты, федералисткое меньшинство, под руководством Юрайи Трейси из Коннектикута, увеличило влияние.
Брекинридж заболел в июне 1806 года, и умер 14 декабря от туберкулёза. На момент смерти Брекинридж владел более чем 20 000 акров земли, а её чистая стоимость оценивалась более чем в 20 000 долларов. С рабочей силой в почти 70 рабов он был одним из крупнейших рабовладельцев в штате.
В его честь в штате Кентукки названо графство Брекинридж.
Брекинридж был основателем уважаемой и влиятельной семьи политиков. Его внук Джон К. Брекинридж был самым молодым вице-президентом Соединенных Штатов. Его внук Уильям Кэмпбелл Престон Брекинридж и его правнук Клифтон Р. Брекинридж были членами Палаты представителей, как и его правнук Джон Б. Брекинридж.